# استپان استپانیان (مخترع)
استپان استپانیان (انگلیسی: Stephen Stepanian; زاده ۲۸ فوریهٔ ۱۸۸۲ – درگذشته ۱۸ اکتبر ۱۹۶۴) مخترع ارمنی‌تبار اهل آمریکا بود که در سال ۱۹۱۶ نصب میکسر بتون بر روی کامیون را پیشنهاد داد.